# Парканцы
Парканцы (укр. Парканці) — село, относится к Раздельнянскому району Одесской области Украины.
Население по переписи 2001 года составляло 104 человека. Почтовый индекс — 67421. Телефонный код — 4853. Занимает площадь 0,751 км². Код КОАТУУ — 5123985207.

## Местный совет
67420, Одесская обл., Раздельнянский р-н, с. Старостино